# Liste der denkmalgeschützten Objekte in Innsbruck-Pradl
Die Liste der denkmalgeschützten Objekte in Innsbruck-Pradl enthält die 29 denkmalgeschützten, unbeweglichen Objekte der Innsbrucker Katastralgemeinde Pradl.

## Denkmäler
| Foto  |                 | Denkmal | Standort                                                 | Beschreibung | Metadaten |
| ----- | --------------- | --- | -------------------------------------------------------- | --- | --- |
| ja BW | Datei hochladen | Städtisches Hallenbad HERIS-ID: 26631 Objekt-ID: 23118 TKK: 14566                                                    | Amraser Straße 3 Standort KG: Pradl                      | Das Städtische Hallenbad wurde 1928/29 nach Plänen von Fritz Konzert erbaut. Im Zweiten Weltkrieg beschädigt, wurde es 1981–1983 nach langen Diskussionen wiederhergestellt. Das Erscheinungsbild des funktionalen, streng sachlichen Gebäudes ist von rechten Winkeln und geraden Linien geprägt, zeigt aber auch einige vom Jugendstil beeinflusste Details. Der Bau über einem T-förmigen Grundriss besteht aus verschieden hohen Kuben und einem aus der Mitte verschobenen Treppenturm. Die Schwimmhalle weist auf drei Seiten Fenster auf, die Umkleidekabinen befinden sich auf beiden Seiten in straßenseitigen Flügeln, Foyer und Kassenhalle sowie das darüber liegende Buffet sind zentral angeordnet, die Flachdächer der einzelnen Bauteile dienen als Sonnenbadflächen. Das Hallenbad gilt als einer der bedeutendsten Bauten der 1920er Jahre und als ein Höhepunkt in der Tiroler Bäderarchitektur. | BDA-Hist.: Q37902995 Status: Bescheid Stand der BDA-Liste: 2025-06-30 Name: Städtisches Hallenbad GstNr.: .189/3 |
| ja BW | Datei hochladen | Städtischer Wohnblock HERIS-ID: 40524 Objekt-ID: 40469 TKK: 72717                                                    | Amthorstraße 43, 45, 47 Standort KG: Pradl               | Die städtische Wohnanlage wurde um 1900 errichtet. Sie besteht aus drei gleich gestalteten Einheiten mit je vier Achsen. Die äußersten Achsen sind breiter und durch Segmentbogenfenster im Erdgeschoß betont. Im dritten Obergeschoß springen die mittleren zwei Achsen leicht zurück. Das Erdgeschoß sowie das erste Obergeschoß weisen gekämmten Rauputz mit Sohlbankgesimsen auf, die Erdgeschoßfenster sind mit Putzfaschen- und Putzplattenrahmungen versehen. Die Obergeschoße sind durch den Wechsel von glattem und rauem Putz gerastert, die Fenster mit Läden ausgestattet. Die Rückseite ist mit Holzbalkonen versehen. Innen befindet sich in jeder Einheit je eine einläufige Treppe. | BDA-Hist.: Q37995146 Status: Bescheid Stand der BDA-Liste: 2025-06-30 Name: Städtischer Wohnblock GstNr.: 1388/3 |
| ja    | Datei hochladen | Militärfriedhof HERIS-ID: 39591 Objekt-ID: 39363 TKK: 72719                                                          | Anzengruberstraße Standort KG: Pradl                     | Der k.u.k. Militärfriedhof wurde 1831 in den damals unbebauten Pradler Feldern angelegt, 1842 mit einer Mauer umgeben und 1850 erweitert. 1844 wurde die kleine Kapelle geweiht. | BDA-Hist.: Q15115929 Status: Bescheid Stand der BDA-Liste: 2025-06-30 Name: Militärfriedhof GstNr.: 1859, 1858/2 Militärfriedhof Pradl                                                                                  |
| ja    | Datei hochladen | Kapellenbildstock HERIS-ID: 109281 Objekt-ID: 126880 TKK: 74116                                                      | bei Dürerstraße 12 Standort KG: Pradl                    | Die Pestkapelle geht auf das Jahr 1611 zurück, als während einer Pestepidemie an dieser Stelle die Toten beerdigt wurden. Der heutige Bau stammt aus dem 19. Jahrhundert. | BDA-Hist.: Q37814572 Status: § 2a Stand der BDA-Liste: 2025-06-30 Name: Kapellenbildstock GstNr.: 2932 Pradl, Kapellenbildstock                                                                                         |
| ja    | Datei hochladen | Ereignisdenkmal, Zwei Erinnerungssteine „Roßsprung“ HERIS-ID: 86927 Objekt-ID: 101266 TKK: 72754                     | Egerdachstraße Standort KG: Pradl                        | Während der Regierungszeit Herzog Siegmunds (1446–1490) soll im Bereich der heutigen Egerdachstraße ein Edelknabe mit seinem Pferd unversehrt einen rund 12 Meter breiten Graben übersprungen haben. Später wurde die Stelle des Sprungs durch zwei Gedenksteine aus Höttinger Breccie gekennzeichnet. Einer davon, auf der einen Seite mit dem Bindenschild, auf der anderen mit einem einfachen Kreuz versehen, ist erhalten, der zweite wurde im 20. Jahrhundert ersetzt. | BDA-Hist.: Q37717883 Status: § 2a Stand der BDA-Liste: 2025-06-30 Name: Ereignisdenkmal, Zwei Erinnerungssteine „Roßsprung“ GstNr.: 1174 Rosssprung Pradl                                                               |
| ja BW | Datei hochladen | Rennerschule mit Einfriedung HERIS-ID: 84013 Objekt-ID: 98075 TKK: 72764                                             | Gabelsbergerstraße 1 Standort KG: Pradl                  | Der Schulkomplex aus zwei langgestreckten, viergeschoßigen Gebäuden entlang der Pembaurstraße und der Gabelsbergerstraße wurde 1928 von Theodor Prachensky entworfen und 1937 fertiggestellt. | BDA-Hist.: Q2384250 Status: § 2a Stand der BDA-Liste: 2025-06-30 Name: Rennerschule mit Einfriedung GstNr.: .639, .640, 1329/1, 1329/2 Rennerschule, Innsbruck                                                          |
| ja BW | Datei hochladen | Kath. Pfarrkirche Zu den heiligen Schutzengeln HERIS-ID: 84161 Objekt-ID: 98246 TKK: 72796                           | Gumppstraße 65 Standort KG: Pradl                        | Die Schutzengelkirche in Neupradl wurde 1950–1952 nach Plänen von Karl Friedrich Albert als erster Kirchenbau der Nachkriegszeit in Innsbruck errichtet. Der traditionell gestaltete Bau besteht aus einem Langbau aus verputztem Ziegelmauerwerk mit kurzem Querhaus und einem massiven Turm in der Südwestecke. Das Schutzengelrelief an der Fassade und das Portal stammen von Emmerich Kerle. | BDA-Hist.: Q38182115 Status: § 2a Stand der BDA-Liste: 2025-06-30 Name: Kath. Pfarrkirche Zu den heiligen Schutzengeln GstNr.: .1402 Schutzengelkirche (Innsbruck)                                                      |
| ja BW | Datei hochladen | Evang. Pfarrkirche A.B. und H.B./Auferstehungskirche HERIS-ID: 55808 Objekt-ID: 64664 TKK: 72774                     | bei Gutshofweg 8 Standort KG: Pradl                      | Die evangelische Auferstehungskirche in der Reichenau wurde 1962–1964 nach Plänen von Charlotte und Karl Pfeiler errichtet. Das Kirchengebäude besteht aus einem steilen, pyramidenartigen Rhombendach über einem annähernd quadratischen Grundriss. Die Giebelfassaden sind auf drei Seiten fast vollständig verglast, lediglich die Nordostseite, die die Altarwand bildet, bildet eine geschlossene Mauerfläche. Der schlanke Turm steht als Campanile frei zwischen Kirche und Pfarrhaus. | BDA-Hist.: Q38067956 Status: § 2a Stand der BDA-Liste: 2025-06-30 Name: Evang. Pfarrkirche A.B. und H.B./Auferstehungskirche GstNr.: 1221/27 Auferstehungskirche Innsbruck-Ost                                          |
| ja    | Datei hochladen | Rundlokschuppen inkl. Drehscheibe, Innsbruck Hauptbahnhof HERIS-ID: 59246 Objekt-ID: 70341 TKK: 67674                | Hauptfrachtenbahnhof 7 Standort KG: Pradl                | Der typische Rundlokschuppen aus Rohziegelmauerwerk mit davor liegender Drehscheibe wurde um 1900 errichtet. | BDA-Hist.: Q38086451 Status: Bescheid Stand der BDA-Liste: 2025-06-30 Name: Rundlokschuppen inkl. Drehscheibe, Innsbruck Hauptbahnhof GstNr.: .752, 1966, 468/1, 614/1 Innsbruck Hauptbahnhof, roundhouse and turntable |
| ja    | Datei hochladen | Epp-Villa HERIS-ID: 45861 Objekt-ID: 47332 TKK: 72776                                                                | Hunoldstraße 10 Standort KG: Pradl                       | Die Villa wurde 1885 nach Plänen von Johann Nigler für den Seifenfabrikanten Alois Epp erbaut. Die im Stil eines italienischen Renaissancepalazzo gehaltene Villa bildete ursprünglich mit den daneben liegenden nicht mehr erhaltenen Fabrikgebäuden und einem Arbeiterwohnhaus ein typisches gründerzeitliches Industrieensemble. Der aus Tuffsteinquadern errichtete dreigeschoßige Bau mit flachem Zeltdach ist auf drei Seiten mit flachen Risaliten gegliedert. Der Haupteingang im Westen weist ein Korbbogenportal auf, an der Südseite befand sich ein Eingang zur Mensa für die Fabrikarbeiter. | BDA-Hist.: Q38017898 Status: Bescheid Stand der BDA-Liste: 2025-06-30 Name: Epp-Villa GstNr.: .217/1 Villa Epp |
| ja BW | Datei hochladen | Ostfriedhof/Pradler Friedhof mit Kapellen-, Verwaltungsbauten und Mauer HERIS-ID: 85784 Objekt-ID: 100007 TKK: 72800 | Kaufmannstraße 1 Standort KG: Pradl                      | Der Friedhof wurde 1912/1913 nach Plänen von Eduard Klingler angelegt. Die Nordseite des Friedhofs wird durch die miteinander verbundenen Gebäude der Einsegnungskapelle mit Pfeilervorhalle, der Aufbahrungshalle mit Turm und eines Verwaltungsbaus begrenzt. Die Gebäude wurden von Klingler im Heimatstil entworfen und 1912–1916 errichtet. Am südlichen Rand befindet sich die Kriegergedächtniskapelle, die 1916 nach Plänen von Theodor Prachensky als Gedenkkapelle errichtet und 1930 zum „Mausoleum für gefallene Soldaten“ umgestaltet wurde. | BDA-Hist.: Q24707863 Status: § 2a Stand der BDA-Liste: 2025-06-30 Name: Ostfriedhof/Pradler Friedhof mit Kapellen-, Verwaltungsbauten und Mauer GstNr.: 1728 Ostfriedhof Innsbruck                                      |
| ja BW | Datei hochladen | Wohnanlage „Kaufmannblock“ (6 Wohnhäuser) HERIS-ID: 55799 Objekt-ID: 64649 TKK: 74357                                | Kaufmannstraße 28-34, 40 Standort KG: Pradl              | Die städtische Wohnanlage wurde 1927/1928 nach Plänen von Jakob Albert und Fritz Lawatsch errichtet. Die sieben kubischen Flachbauten in Anlehnung an den Internationalen Stil sind als Einheit konzipiert und beziehen sich in ihrer Gestaltung aufeinander. Für die damalige Zeit sehr fortschrittlich sind die Heraklith-Bauweise und die Gesamtanlage mit viel Licht, Freiraum und Grün. Die Anlage ist ein gutes Beispiel für das hohe architektonische Niveau des sozialen Wohnbaues der Zwischenkriegszeit in Innsbruck. | BDA-Hist.: Q38067941 Status: Bescheid Stand der BDA-Liste: 2025-06-30 Name: Wohnanlage „Kaufmannblock“ (6 Wohnhäuser) GstNr.: 1756/5, .601, .602, .604, .606, .607, 1756/1, 1756/2, 1756/3, 1756/4, 1756/6, 1756/7      |
| ja BW | Datei hochladen | Kath. Pfarrkirche hl. Norbert HERIS-ID: 55798 Objekt-ID: 64648 TKK: 74107                                            | Köldererstraße 6 Standort KG: Pradl                      | Die Kirche wurde 1970/71 nach Plänen von Josef Lackner errichtet. Der zweigeschoßige, turmlose Bau beherbergt im Untergeschoß Pfarr- und Gemeindehaus, im Obergeschoß Kirche und Sakristei. Das steile Dach ist an den Ecken fast bis zum Boden herabgeführt und umfängt das eigentliche Gebäude. Die Eingangsseite im Osten ist im unteren Bereich durchgehend verglast, vorgelagert sind zwei gegenläufige Treppen zur Kirche im Obergeschoß. Der Kirchenraum ist nach oben von einer nieder gehängten Kassettendecke mit verglasten Lichtbändern und Glaskuppeln abgeschlossen. Der Altarraum ist um eine Stufe erhöht und zentral in der westlichen Hälfte des Raumes gelegen. | BDA-Hist.: Q38067932 Status: § 2a Stand der BDA-Liste: 2025-06-30 Name: Kath. Pfarrkirche hl. Norbert GstNr.: .348, 1833/5 St. Norbert (Innsbruck)                                                                      |
| ja BW | Datei hochladen | Kommunaler Wohnbau mit Umfriedung HERIS-ID: 109172 Objekt-ID: 126759 TKK: 74108                                      | Körnerstraße 5 Standort KG: Pradl                        | Das Mehrparteienhaus wurde 1927/28 nach Plänen von Theodor Prachensky errichtet. | BDA-Hist.: Q37814300 Status: § 2a Stand der BDA-Liste: 2025-06-30 Name: Kommunaler Wohnbau mit Umfriedung GstNr.: .548/1, 1916/18                                                                                       |
| ja BW | Datei hochladen | Kindergarten Pradl HERIS-ID: 86759 Objekt-ID: 101083 TKK: 74154                                                      | Pembaurstraße 20 Standort KG: Pradl                      | Der Kindergarten wurde 1928 nach Plänen von Theodor Prachensky und Jakob Albert erbaut. An den zweigeschoßigen kubischen Bau mit Walmdach schließt sich entlang der Egerdachstraße ein Saalanbau an. In der Mitte der Front zur Pembaurstraße befindet sich der Eingangsrisalit. Die Fenster sind zu Bändern gruppiert und von über die Ecken greifenden Gesimsen zusammengefasst. Die steinernen Fensterpfosten sind mit Reliefs mit stilisierten Tierdarstellungen geschmückt. | BDA-Hist.: Q37716854 Status: § 2a Stand der BDA-Liste: 2025-06-30 Name: Kindergarten Pradl GstNr.: .551 Kindergarten Pradl                                                                                              |
| ja BW | Datei hochladen | Pembaurblock HERIS-ID: 10620 Objekt-ID: 6681 TKK: 74151                                                              | Pembaurstraße 31-41, 33a Standort KG: Pradl              | Der Pembaurblock wurde 1926/27 nach Plänen von Theodor Prachensky und Jakob Albert errichtet und gilt als ein Hauptwerk des sozialen Wohnbaus in Tirol. Der Block besteht aus 14 vier- bis fünfgeschoßigen Häusern mit insgesamt 109 Wohnungen, die mit einem für die damalige Zeit hohen Standard (z. B. Bäder) ausgestattet waren. Die U-förmige Anlage umschließt einen abgesenkten Hofraum mit Kinderspielplatz und Mutterberatungsstelle (heute Kindergarten). Die Gebäude sind durch bündige breite Fenster und dreiseitige Erker, die vom Boden bis zur Traufe reichen, gegliedert. Die Ecken und Portale sind mit Strukturbeton-Verkleidungen, die den Eindruck von Breccie erwecken, hervorgehoben. | BDA-Hist.: Q38074667 Status: Bescheid Stand der BDA-Liste: 2025-06-30 Name: Pembaurblock GstNr.: 1385/1, .709, .523,.524,.525,.526,.527,.528,.529,.530,.531,.532,.533,.534 Pembaurblock, Innsbruck                      |
| ja    | Datei hochladen | Kath. Pfarrkirche Unserer Lieben Frau Mariä Empfängnis HERIS-ID: 55785 Objekt-ID: 64629 TKK: 16406                   | gegenüber Pradler Platz 8 Standort KG: Pradl             | Die Pradler Pfarrkirche wurde 1905–1908 nach Plänen von Josef Schmitz als dreischiffige Säulenbasilika mit Querschiff, halbrundem Chorschluss und Nordturm im neuromanischen Stil erbaut. Das Portal mit Säulenvordach und seitlichen Biforienfenstern ist mit ornamentalen und figuralen Marmorreliefs versehen. Im Tympanon ist Mariä Verkündigung dargestellt. Am Hochaltar befindet sich eine Kopie des Gnadenbildes Mariahilf, der rechte Seitenaltar und ein Großteil der weiteren Ausstattung wurde von Hans Buchgschwenter geschaffen. | BDA-Hist.: Q38067920 Status: § 2a Stand der BDA-Liste: 2025-06-30 Name: Kath. Pfarrkirche Unserer Lieben Frau Mariä Empfängnis GstNr.: .336, 1368/4 Pfarrkirche Pradl                                                   |
| ja BW | Datei hochladen | Volksschule I und II (Leitgebschule) HERIS-ID: 67261 Objekt-ID: 80212 TKK: 30916                                     | Pradler Platz 8 Standort KG: Pradl                       | Die Knaben- und Mädchenvolksschule Pradl wurde 1907/08 nach Plänen von Arthur Ringler und Eduard Klingler im Heimatstil erbaut und nach Bombenschäden des Zweiten Weltkriegs in etwas vereinfachter Form wiederaufgebaut. Die Südfassade gegenüber der Pradler Pfarrkirche ist asymmetrisch durch einen mächtigen Risalit gegliedert und im Erdgeschoß mit Dreiviertelsäulen versehen. Der Mittelteil ist um ein Attikageschoß überhöht, in der rechten Achse befindet sich das rundbogige Eingangsportal. Im Inneren sind die Erdgeschoßgänge mit seichten Tonnengewölben, Foyer und Vorplatz mit einem Kreuzgewölbe, die Vorplätze des Treppenhauses in den Obergeschoßen mit Netzgewölben versehen. | BDA-Hist.: Q38116197 Status: Bescheid Stand der BDA-Liste: 2025-06-30 Name: Volksschule I und II (Leitgebschule) GstNr.: 1367/2 Leitgebschule                                                                           |
| ja BW | Datei hochladen | Brunnen hl. Florian HERIS-ID: 86837 Objekt-ID: 101172 TKK: 74290                                                     | bei Pradler Straße 13 Standort KG: Pradl                 | Der Dorfbrunnen besteht aus einem gestreckten, sechseckigen Granittrog von 1865 und einer hölzernen Brunnensäule. Darauf steht unter einer Überdachung eine barockzeitliche, gefasste Skulptur des hl. Florian, die 1913 gestiftet wurde. Diese ersetzt die ursprüngliche Christusfigur aus dem 19. Jahrhundert. | BDA-Hist.: Q37717259 Status: § 2a Stand der BDA-Liste: 2025-06-30 Name: Brunnen hl. Florian GstNr.: 2922/1 |
| ja BW | Datei hochladen | Wohnhaus HERIS-ID: 39658 Objekt-ID: 39431 TKK: 74309                                                                 | Pradler Straße 38 Standort KG: Pradl                     | Das Eckhaus wurde 1910 im Heimatstil erbaut und ist mit Fassadenmalereien von Rafael Thaler geschmückt. Diese zeigen zwei überlebensgroße Frauendarstellungen als Personifikationen von Handel und Gewerbe, darunter Verse aus Schillers Lied von der Glocke. | BDA-Hist.: Q37990271 Status: Bescheid Stand der BDA-Liste: 2025-06-30 Name: Wohnhaus GstNr.: .374 Pradler Straße 38 |
| ja BW | Datei hochladen | Miethaus HERIS-ID: 46360 Objekt-ID: 48253 TKK: 74321                                                                 | Pradler Straße 51 Standort KG: Pradl                     | Das viergeschoßige Mietshaus wurde 1908 nach Plänen von Alois Wörle errichtet. Das Eckhaus in Formen des Heimatstils mit gotisierenden Elementen weist einen Eckturm, mehrere Erker und Mansarden in den Giebeln auf. Im Inneren befindet sich ein kreuzgewölbtes Foyer mit Pilaster- und Gurtengliederung und einem Terrazzoboden. Die freitragende galerieartige Marmortreppe im Stiegenhaus ist mit einem dekorativen Eisengeländer versehen. | BDA-Hist.: Q38020833 Status: Bescheid Stand der BDA-Liste: 2025-06-30 Name: Miethaus GstNr.: .370 |
| ja    | Datei hochladen | Tivoli-Freischwimmbad HERIS-ID: 86694 Objekt-ID: 101013 TKK: 74334                                                   | Purtschellerstraße 1 Standort KG: Pradl                  | Das Freibad Tivoli wurde 1957–1961 nach den Plänen von Norbert Heltschl erbaut und gilt als herausragendes Beispiel zeitloser Freizeitarchitektur. Schwimmbecken, Tribüne und der markante Sprungturm bestehen aus schalreinem Sichtbeton. Im ganzen Areal sind Skulpturen zum Thema Wasser verteilt, die unter anderem als Trinkbrunnen oder Klettergeräte dienen. Sie sind gegenständlicher oder abstrakter Natur und wurden von Erich Keber, Franz Roilo und Peter Schneider geschaffen. | BDA-Hist.: Q37716603 Status: § 2a Stand der BDA-Liste: 2025-06-30 Name: Tivoli-Freischwimmbad GstNr.: 1873, 1811/1 Freibad Tivoli                                                                                       |
| ja    | Datei hochladen | Kath. Pfarrkirche und Pfarrzentrum hl. Pirmin HERIS-ID: 108565 Objekt-ID: 126048 TKK: 74335                          | Radetzkystraße 51 Standort KG: Pradl                     | Das Pfarrzentrum St. Pirmin wurde in den Jahren 1987–1992 nach Plänen von Architekt Anton Nagler errichtet. Der hl. Pirminius, dessen Reliquien sich in der Jesuitenkirche in Innsbruck befinden, ist mit dem Stadtteil Reichenau insbesondere durch sein Wirken auf der gleichnamigen Insel Reichenau am Bodensee verbunden. Besondere Kennzeichen des Pfarrzentrums St. Pirmin sind die Pyramidenform der Kirche und die enge Verbindung zwischen Kirchenraum und Pfarrsaal. | BDA-Hist.: Q18413177 Status: § 2a Stand der BDA-Liste: 2025-06-30 Name: Kath. Pfarrkirche und Pfarrzentrum hl. Pirmin GstNr.: 968 St. Pirmin, Innsbruck                                                                 |
| ja    | Datei hochladen | Salige-Fräulein-Brunnen HERIS-ID: 109226 Objekt-ID: 126816 TKK: 74336                                                | Rapoldipark Standort KG: Pradl                           | Die Skulptur dreier Saliger Fräulein wurde 1944 von Hans Plangger im Auftrag der damaligen Gauhauptstadt Innsbruck für eine geplante Monumentalanlage am Rennweg entworfen, aber aufgrund der Kriegswirren erst 1953/54 fertiggestellt. 1958 wurde sie im Rapoldipark aufgestellt. Die überlebensgroßen Figuren wurden aus einem einzigen Marmorblock gemeißelt. | BDA-Hist.: Q37814415 Status: § 2a Stand der BDA-Liste: 2025-06-30 Name: Salige-Fräulein-Brunnen GstNr.: 1924 Salige-Fräulein-Brunnen, Innsbruck                                                                         |
| ja BW | Datei hochladen | Landesgedächtniskirche hl. Paulus mit Pfarrhaus HERIS-ID: 55806 Objekt-ID: 64662 TKK: 74345                          | Reichenauer Straße 68 Standort KG: Pradl                 | Die Pauluskirche in der Reichenau wurde von 1959 bis 1960 nach Plänen von Martin Eichberger errichtet. Die Einrichtung stammt von Max Spielmann (Altarmosaik mit der Bekehrung des Apostels Paulus, Kruzifix, Glasfenster, Kreuzweg) und Karl Obleitner (Seitenaltäre Muttergottes und Don Bosco). | BDA-Hist.: Q2322345 Status: § 2a Stand der BDA-Liste: 2025-06-30 Name: Landesgedächtniskirche hl. Paulus mit Pfarrhaus GstNr.: 1268/1 Pauluskirche, Innsbruck                                                           |
| ja BW | Datei hochladen | Kommunaler Wohnbau, Greinzblock HERIS-ID: 89662 Objekt-ID: 104312 TKK: 74347                                         | Rudolf-Greinz-Straße 1-11, unger. Nr. Standort KG: Pradl | Die städtische Wohnanlage wurde 1929/30 nach Plänen von Jakob Albert und Theodor Prachensky als Hofrandverbauung errichtet und 1944 durch Bombentreffer schwer beschädigt. Die Grundstruktur der dreigeschoßigen Anlage mit regelmäßiger Durchfensterung und teils über Eck geführten Balkonen hat sich erhalten. | BDA-Hist.: Q37741238 Status: § 2a Stand der BDA-Liste: 2025-06-30 Name: Kommunaler Wohnbau, Greinzblock GstNr.: .566, .561, .565, .562, .564, .563, .560                                                                |
| ja    | Datei hochladen | Anlage Tollingerhof und westseitiger Begrenzungsmauer HERIS-ID: 112997 Objekt-ID: 131222 TKK: 74365, 2111seit 2019   | Sillhöfe 2 Standort KG: Pradl                            | Der seit dem 13. Jahrhundert urkundlich belegte Hof am rechten Sillufer war von 1553 bis 1630 Sitz des Gerichtsschreibers von Amras. Das zweigeschoßige gemauerte Wohngebäude mit Mittelflurgrundriss und Satteldach stammt im Kern aus dem dritten Drittel des 16. Jahrhunderts und wurde 1928 im Sinne der Heimatschutzarchitektur verändert. An der Nordseite befindet sich ein Eingangsvorbau mit rundbogiger Haustür in steinernem Gewände, darüberliegendem Dreipassfenster und Rechteckerker. Die Wandbilder mit Darstellung des Hofes, dem Wappenschild der Familie Tollinger und dem Tiroler Adler wurden 1946 von Toni Kirchmayr geschaffen. Der Bundwerkgiebel stammt von 1928. Im Inneren finden sich spätgotische Gewölbe im Keller und in beiden Geschoßen Flure mit Stichkappengewölbe. An der Westseite zur Straße ist der Garten von einer 1928 errichteten, aus Bruchsteinen zusammengesetzten Ummauerung umgeben, die den Stilformen des Hofes angeglichen wurde. Darin befinden sich ein Portal mit Dreieckgiebel und gefastem Steingewände und ein Pavillon mit Zeltdach. | BDA-Hist.: Q105646857 Status: Bescheid Stand der BDA-Liste: 2025-06-30 Name: Anlage Tollingerhof und westseitiger Begrenzungsmauer GstNr.: .178 Tollingerhof                                                            |
| ja    | Datei hochladen | Nischenbildstock hl. Johannes Nepomuk HERIS-ID: 85910 Objekt-ID: 100162 TKK: 69295                                   | Sillufer Standort KG: Pradl                              | Der Bildstock bei der Trientiner Brücke wurde im Zuge des Autobahnbaus entfernt und 1983 etwas versetzt wieder aufgestellt. Der Bildstock aus Gussstein ist mit einem flachen Zeltdach gedeckt. In der korbbogig geschlossenen, vergitterten Nische befindet sich eine Holzskulptur des hl. Johannes Nepomuk aus dem 19. Jahrhundert. Die 1930 angebrachte Inschriftentafel am Sockel erinnert an Kampfhandlungen im August 1809 unter Josef Speckbacher an der alten Sillbrücke. | BDA-Hist.: Q37713903 Status: § 2a Stand der BDA-Liste: 2025-06-30 Name: Nischenbildstock hl. Johannes Nepomuk GstNr.: 2944/1                                                                                            |
| ja    | Datei hochladen | Wetterherrenbildstock HERIS-ID: 83638 Objekt-ID: 97675 TKK: 74369                                                    | bei Wiesengasse 19b Standort KG: Pradl                   | Die auch „weiße Marter“ genannte, über 3 m hohe Bildsäule aus Höttinger Breccie stammt aus dem Jahr 1618. Der vierseitige Aufsatz mit Pyramidendach ist mit einem Eisenkreuz bekrönt. Ds Relief aus weißem Sandstein zeigt die beiden Wetterheiligen Johannes und Paulus. Der einst auf freiem Feld stehende Bildstock war das Ziel von Bittgängen aus Amras und Pradl um eine gute Ernte. Im Zuge des Ausbaus des Südrings wurde die Säule entfernt, restauriert, und 1965 an anderer Stelle wieder aufgestellt. | BDA-Hist.: Q38181006 Status: § 2a Stand der BDA-Liste: 2025-06-30 Name: Wetterherrenbildstock GstNr.: 2948 |